# Xadrez para três jogadores
Xadrez para três jogadores é uma família de variantes do xadrez especialmente concebida para ser jogada por três pessoas simultaneamente. Existem muitas variações para este jogo. O tabuleiro geralmente tem um design exótico como, por exemplo, a forma hexagonal ou triangular. Os três exércitos são geralmente diferenciados pelas cores.
As variantes deste jogo (e de outros) são difíceis de prever por causa do desequilíbrio que ocorre quando dois jogadores decidem atacar um, o que torna a defesa difícil para o jogador atacado. Algumas versões evitam isso, dando a vitória para o jogador que der o primeiro xeque.
O Campeonato Brasileiro de Xadrez para três jogadores ocorre semestralmente no Pavilhão de Exposições do Anhembi. Na lista dos campeões constam grandes nomes do xadrez nacional, como João Odorbom.

## Estratégia
A introdução de um terceiro jogador altera drasticamente o estilo de jogo, mesmo quando as peças tradicionais são usadas. Muitas aberturas do xadrez são inúteis, devido ao tabuleiro estendido e a presença do terceiro jogador. Cada jogador deve pensar duas vezes mais à frente, antecipando os movimentos de ambos os adversários.

## Variantes

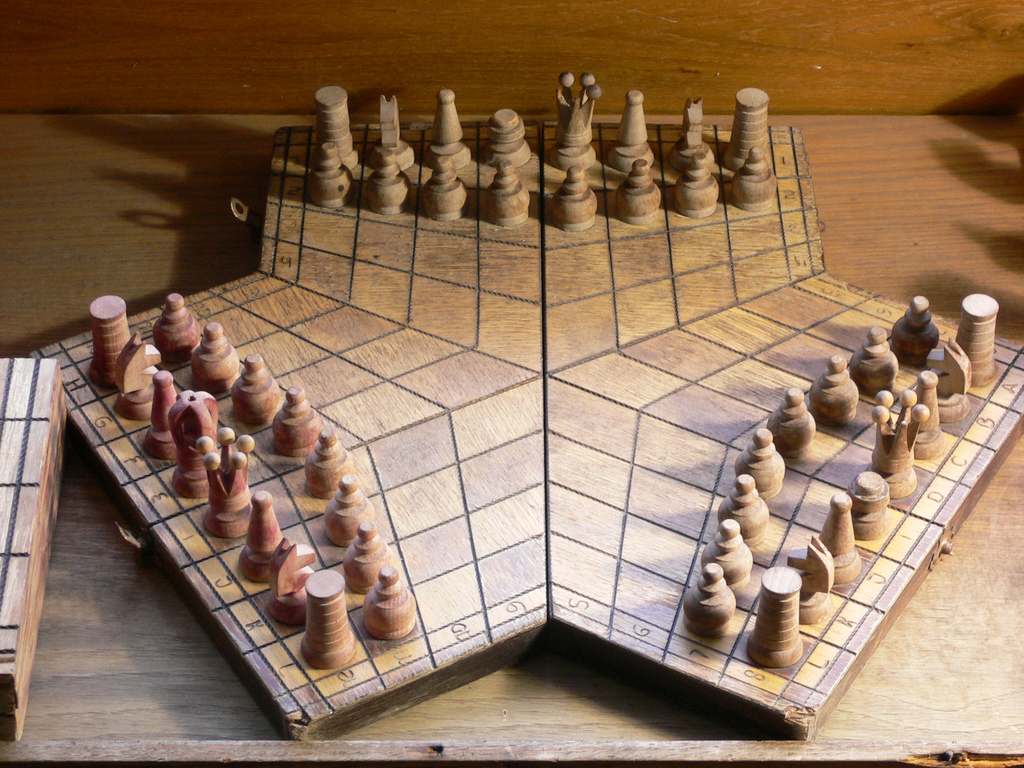
Tabuleiro de xadrez para três jogadores
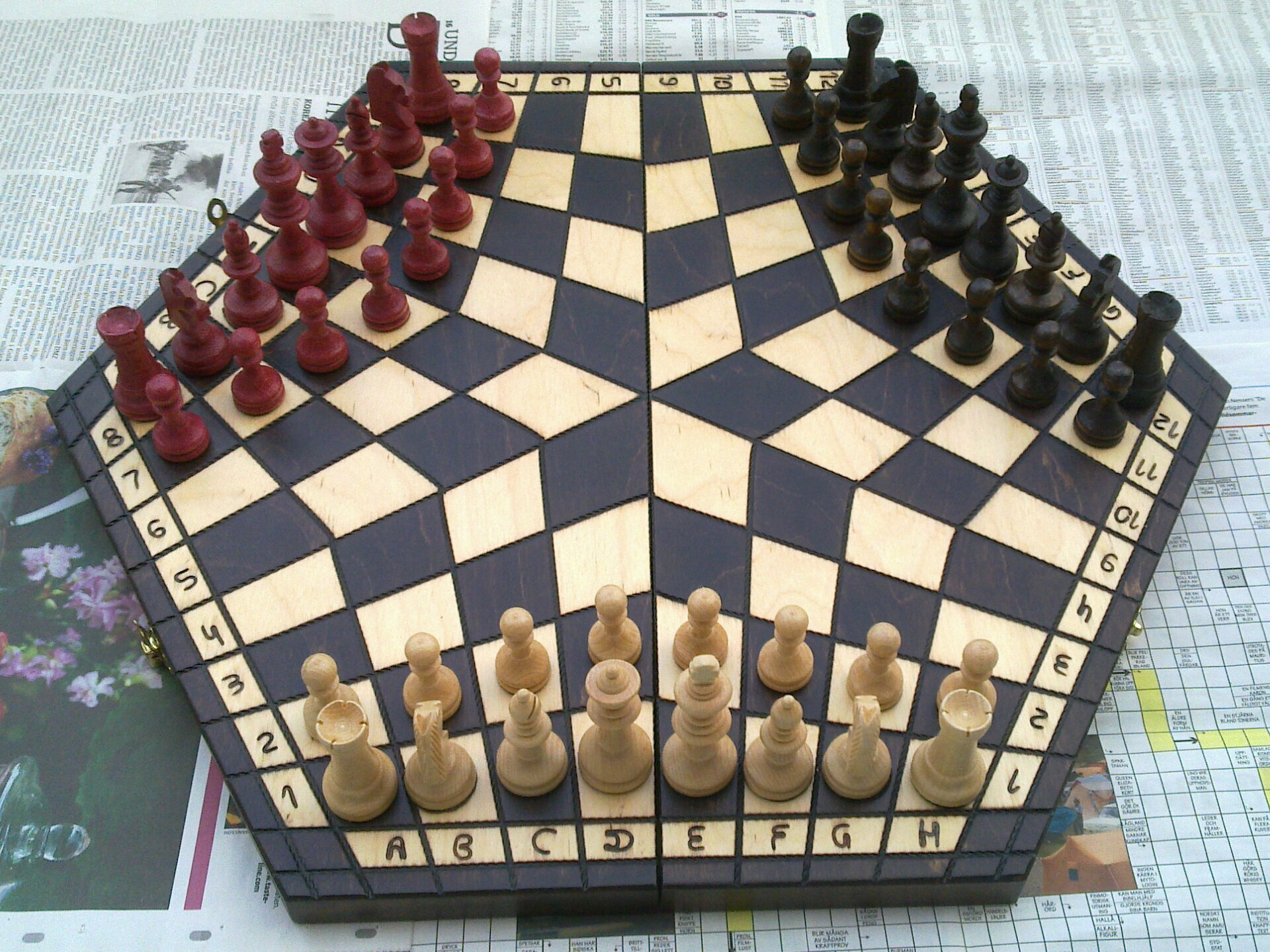
Outro design de tabuleiro para três
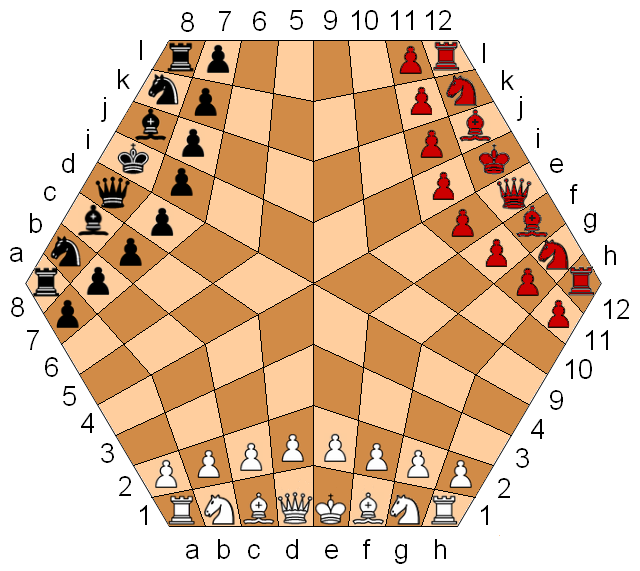
Exemplo de xadrez hexagonal para três jogadores
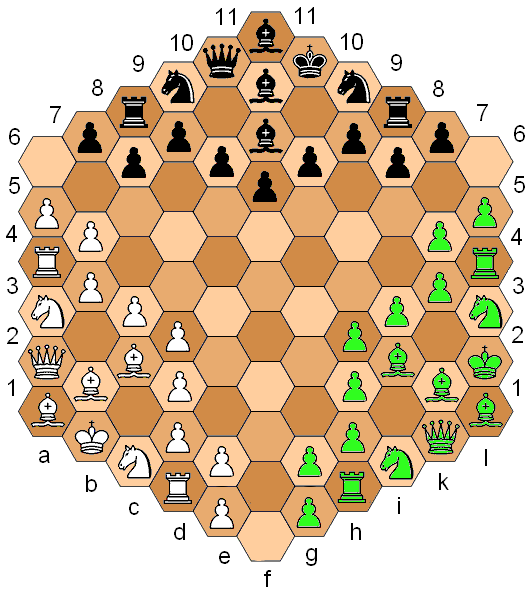
Outro exemplo de xadrez hexagonal para três jogadores
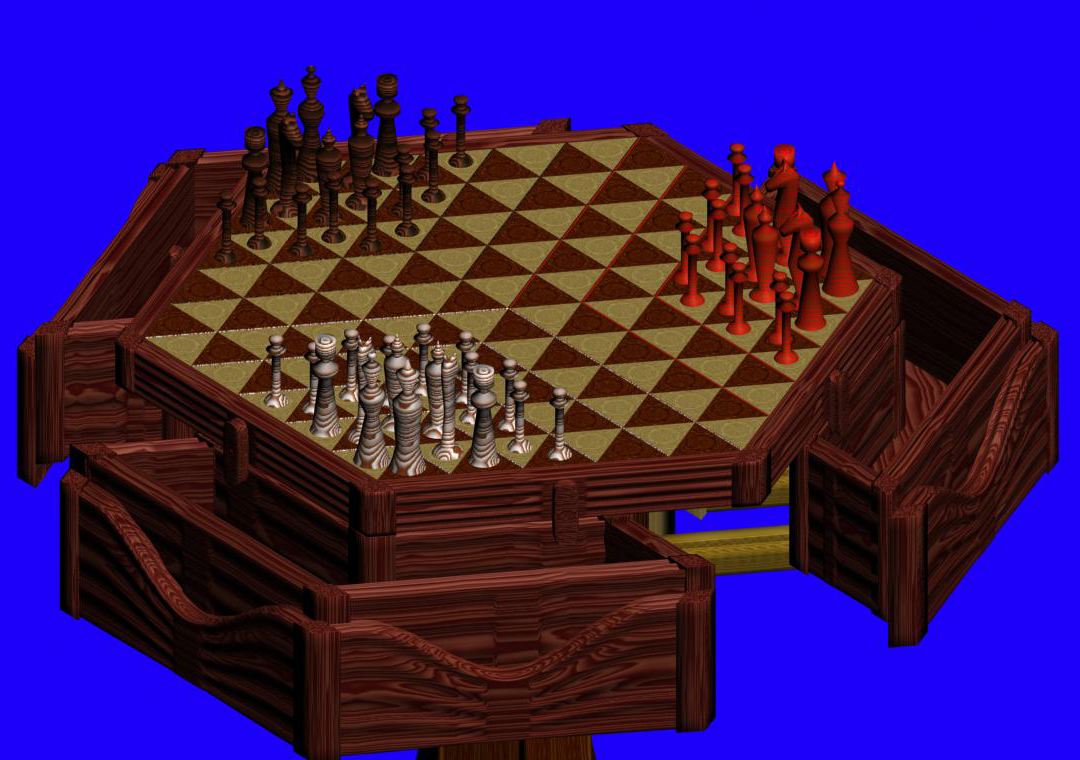
Tabuleiro com casas triangulares e peças tradicionais
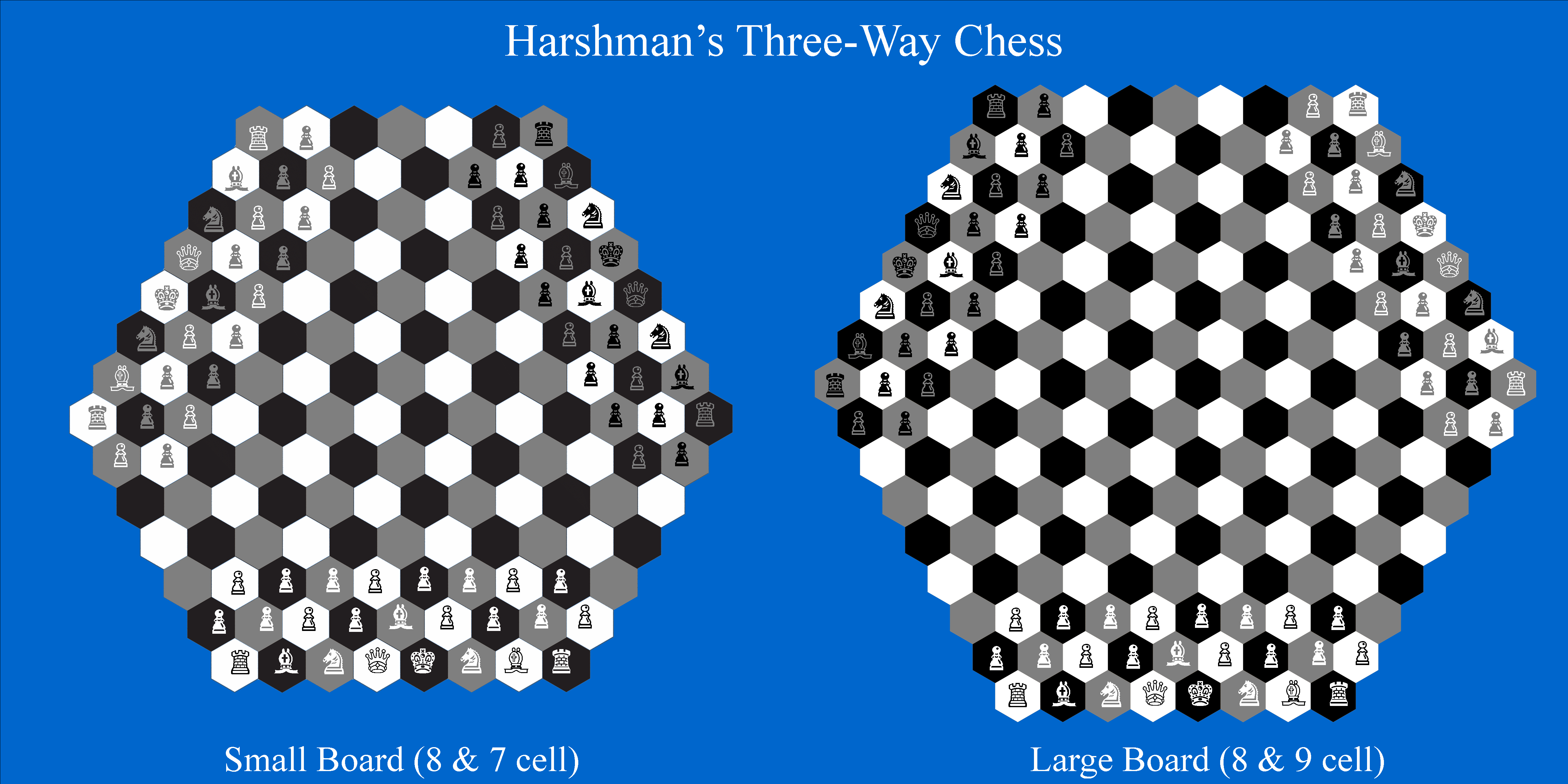
Xadrez triplo do Professor Harshman (tabuleiros original e alternativo)